# ایلیا سوروکین
ایلیا سوروکین (روسی: Илья Игоревич Сорокин؛ زادهٔ ۴ اوت ۱۹۹۵) بازیکن هاکی روی یخ اهل روسیه است.
وی همچنین برندهٔ جوایزی همچون نشان دوستی شده‌است.